# Timothy Thomas Fortune
Timothy Thomas Fortune (Marianna, 3 ottobre 1856 – Filadelfia, 2 giugno 1928) è stato un giornalista, scrittore e editore statunitense.
Grazie alle lotte che ha condotto per l’uguaglianza e la difesa dei diritti degli afroamericani è considerato una delle personalità più influenti della comunità afroamericana degli Stati Uniti.

## Biografia
Fortune nacque schiavo a Marianna, in Florida, da Emanuel e Sarah Jane Fortune.
Dopo l’abolizione della schiavitù, suo padre, Emanuel Fortune, divenne membro della Convenzione Costituzionale della Florida e della Camera dei Rappresentanti dello Stato.
I bianchi del Sud, infastiditi dalla partecipazione alla vita politica degli afroamericani, furono protagonisti di una serie crescente di violenze ed atti intimidatori.
A causa delle continue minacce da parte del Ku Klux Klan la famiglia Fortune fu costretta a trasferirsi a Jacksonville. Emanuel continuò a partecipare attivamente alla politica della Florida fino al 1890.
Durante gli anni di Jacksonville il giovane Timothy frequentò saltuariamente la Edwin M. Stanton School, preferendo passare le giornate nelle redazioni dei giornali locali.
Nel 1876 all’età di diciannove anni lasciò la Florida per trasferirsi a Washington DC e proseguire gli studi. A causa della mancanza di denaro, durante il primo anno fu costretto a lavorare presso la tipografia del People’s Avocate. Due anni dopo, nel febbraio del 1878, sposò Carrie C. Smiley.

### Attività giornalistica
Timothy Fortune, in gran parte autodidatta, sviluppò uno stile di scrittura particolarmente eloquente che in ben pochi erano in grado di eguagliare. 
Trasferitosi a New York City nel 1879 iniziò a lavorare come tipografo al New York Sun. Di lì a poco fu notato da Charles A. Dana, editore del Sun, che lo promosse a redattore.
Successivamente divenne editore e comproprietario prima del New York Globe e dopo del New York Freeman che nel 1887 cambiò nome in New York Age.
Fortune ha dedicato gran parte del suo lavoro alla denuncia del razzismo, lottando per l’uguaglianza e i diritti di tutti i cittadini afroamericani.
Nei suoi editoriali criticò pesantemente la decisione presa nel 1883 dalla Corte Suprema di dichiarare incostituzionale la legge del 1875 sui diritti civili, che garantiva uguale giustizia a tutti, indipendentemente dal colore della pelle.
Nel 1884 pubblica “Bianco e nero: terra, lavoro e politica nel sud”.
La prima parte del libro è una critica al razzismo americano, sottolineando come gli afroamericani nel Sud del paese siano ancora sotto il controllo dei bianchi e che la loro condizione non sia migliorata rispetto agli anni della schiavitù.
Nella seconda parte del libro Fortune applica alla società del Sud del paese le teorie dell’economista statunitense Henry George e del filosofo Karl Marx.

### La lega Nazionale Afroamericana
Fortune considerava l’attività politica indispensabile per raggiungere l’obiettivo dell’uguaglianza. Gli afroamericani, infatti, avrebbero dovuto usare i loro diritti politici per proteggersi e determinare il proprio destino.
In un editoriale del 1887 Fortune immaginò la creazione di una Lega Nazionale Afroamericana che facesse sentire il proprio peso a livello politico.
Nel dicembre del 1889 più di cento delegati provenienti da ventitré stati si incontrarono a Chicago per organizzarne la nascita. Fortune fu eletto segretario.
Nonostante gli sforzi, a causa della mancanza di fondi e di partecipazione, il progetto della Lega Nazionale Afroamericana cessò di esistere nel 1893.

### Consiglio Nazionale Afroamericano
Cinque anni dopo l’idea fu ripresa con la fondazione del Consiglio Nazionale Afroamericano.
Nonostante alcune perplessità, Fortune accettò l’incarico di presidente nel 1902 per poi dimettersi nel 1904 a causa degli scarsi risultati e della scarsa partecipazione delle masse afroamericane.

### Ultimi anni
Nel 1901 Fortune si trasferì a Red Bank in New Jersey.
Gli anni successivi sono caratterizzati dall’abuso di alcool, depressione e povertà causando il declino della sua reputazione.
Continuò a scrivere articoli ed editoriali per il New York Age e l'Amsterdam News. Nel 1919 entrò a far parte dello staff del Norfolk Journal and Guide.
Fortune morì nel 1928 all’età di 71 anni a Filadelfia ed è sepolto nell’Eden Cemetery di Collingdale, in Pennsylvania.